# NGC 7426
NGC 7426 ist eine elliptische Galaxie vom Hubble-Typ E2 im Sternbild Eidechse am Nordsternhimmel. Sie ist schätzungsweise 241 Millionen Lichtjahre von der Milchstraße entfernt und hat einen Durchmesser von etwa 120.000 Lj.
Im selben Himmelsareal befindet sich u. a. die Galaxie NGC 7440.
Das Objekt wurde am 18. Oktober 1786 von dem Astronomen William Herschel entdeckt.